# Сеймур, Ивлин, 17-й герцог Сомерсет
Ивлин Фрэнсис Эдуард Сеймур (англ. Evelyn Francis Edward Seymour; 1 мая 1882, Коломбо, Цейлон, Британская империя — 26 апреля 1954, Лондон, Великобритания) — британский аристократ, 17-й герцог Сомерсет, 17-й барон Сеймур и 15-й баронет Сеймур с 1931 года. Участвовал во Второй англо-бурской и Второй мировой войнах. Офицер ордена Британской империи.

## Биография
Ивлин Сеймур родился 1 мая 1882 года в Коломбо на Цейлоне, который тогда был британской колонией. Он был единственным сыном Эдуарда Сеймура, 16-го герцога Сомерсета, и его жены Ровены Уолл и с момента рождения носил титул учтивости лорд Сеймур. Ивлин получил образование в школе Бланделл в Тивертоне и в Королевском военном колледже в Сандхерсте, в январе 1901 года был объявлен вторым лейтенантом в свободном списке, а затем его определили в полк Королевских дублинских фузилеров.
Сеймур участвовал во Второй Англо-бурской войне (1901—1902) и получил медаль королевы Южной Африки с пятью застёжками. В 1903 году он принимал участие в операциях в Аденском протекторате, в апреле 1913 года был назначен адъютантом 25-го велосипедного батальона Лондонского полка, где оставался три года. В 1916 году Сеймур вернулся в Королевский дублинский фузилерский полк и принял командование 10-м батальоном в его составе, а в декабре 1917 года стал исполняющим обязанности подполковника. В 1918 году он был награждён орденом «За выдающиеся заслуги». В 1919 году Сеймур служил в департаменте генерал-адъютанта военного министерства и был награждён орденом Британской империи. В 1920 году он уволился со службы.
В 1931 году, после смерти отца, Сеймур унаследовал семейные владения и титулы и занял место в Палате лордов как 17-й герцог Сомерсет. 12 мая 1937 года он нёс скипетр с крестом на коронации Георга VI. Во время Второй мировой войны герцог вернулся на службу в действующую армию и был назначен подполковником Девонширского полка (1 ноября 1939), в котором командовал батальоном, а затем получил назначение в Генеральный штаб в чине полковника. 4 мая 1942 года он стал лордом-лейтенантом Уилтшира. 19 марта 1949 года, «превысив предельный возраст», Сеймур отказался от звания почетного полковника Девонширского полка. В 1950 году он стал рыцарем ордена Святого Иоанна.
Сеймур много лет был членом Магического кружка, впервые присоединившись к нему в 1907 году в качестве ученика мага Эрнеста Ноукса. В 1935 году, после смерти лорда Амптхилла, он стал президентом этой организации. Герцог состоял в Клубе армии и флота, в Военно-морском клубе и крикетном клубе Мэрилебон.
Сеймур умер 26 апреля 1954 года в Лондоне.

## Семья
3 января 1906 года Ивлин Сеймур женился на Эдит Мэри Паркер (умерла 19 апреля 1962), дочери Уильяма Паркера из Уиттингтон-холла, Дербишир, и Люсинды Стивс, внучке одного из отцов Канадской конфедерации Уильяма Генри Стивса. В этом браке родились четверо детей:
- Фрэнсис Уильям (28 декабря 1906 — 14 мая 1907)[11];
- Элджернон Фрэнсис (22 июля 1908 — 14 февраля 1911)[12];
- Перси Гамильтон (27 сентября 1910 — 15 ноября 1984), 18-й герцог Сомерсет[13];
- Сьюзен Мэри (26 апреля 1913—2004), умершая незамужней[6][14].